# Leopoldo Cristián de Schleswig-Holstein-Sonderburg-Franzhagen
Leopoldo Cristián de Schleswig-Holstein-Franzhagen (Franzhagen, 25 de agosto de 1678 - Hamburgo, 13 de julio de 1707) fue Duque de Schleswig-Holstein-Sonderburg-Franzhagen de 1702 a 1707.

## Biografía
Era el hijo mayor y sucesor de su padre, el Duque Cristián Adolfo de Schleswig-Holstein-Sonderburg-Franzhagen en Franzhagen. Sirvió en el ejército del rey de Dinamarca y le fue confiado un regimiento de caballería en el que alcanzó el grado de coronel. Murió de viruela en Hamburgo.
Contrajo matrimonio morganático con una cierta Ana Sofía Segelke (n. 1684 - ?) con la que tuvo tres hijos considerados "no dinásticos". Fue su hermano cadete, Luis Carlos, quien le sucedió. Sus hijos fueron. 
- Cristián Luis (n. 1704 - ? )
- Leopoldo Carlos (c. 1705 - c. 1737?)
- Cristián Adolfo (noviembre de 1706-1711)